# Аффективно-респираторные приступы
Аффективно-респираторные приступы  (синоним: приступы задержки дыхания) — это эпизодические появления апноэ у детей, иногда сопровождающиеся потерей сознания и судорогами.
АРП наблюдаются примерно у 5% населения с равным распределением между мальчиками и девочками. Наиболее часто случаются у детей в возрасте от 6 до 18 месяцев и обычно не наблюдаются после 5-летнего возраста. Появление таких приступов до 6-месячного возраста является необычным. Положительный семейный анамнез можно выявить в 25% случаев. Они могут быть спутаны с эпилепсией. АРП обычно случаются в ответ на боль или разочарование и наиболее вероятны в периоды нервного напряжения и усталости. Наличие приступов у детей в возрасте от 6 месяцев до 5 лет не требует лечения и с возрастом исчезает без последствий, но требует обращения к невропатологу для дифференциального диагноза ввиду наличия сходных симптомов других более серьёзных заболеваний.

## Классификация
Классификация АРП основана на цвете кожных покровов ребенка в момент приступа. Выделяют АРП с цианозом («синие»), с бледностью («бледные») и смешанные варианты.
Существуют четыре типа АРП:
1. Самый обычный называется простым АРП. Проявляется в виде задержки дыхания в конце выдоха. Обычно является следствием фрустрации или травмы. Нет никаких серьезных изменений кровообращения или оксигенации, восстановление дыхания происходит самопроизвольно.
2. Синий тип. Как правило, вызывается гневом или фрустрацией, хотя бывают и от боли. Ребенок плачет и делает форсированный выдох, иногда возникает цианоз (синий цвет), потеря мышечного тонуса и потеря сознания. Большинство детей приходят в сознание, некоторые засыпают на час или два. Постиктальная фаза отсутствует. ЭЭГ нормальна.
3. Бледный тип. Вызывается страхом или болью. Ребенок бледнеет (в противоположность синему типу) и теряет сознание, не плачет или плачет немного. Постиктальная фаза тоже отсутствует. ЭЭГ нормальна.
4. Осложнённый тип. Может быть просто более тяжёлой формой предыдущих двух типов. Приступ этого типа начинается как «синий» или «бледный», а потом перетекает в подобие эпилептического припадка. Электроэнцефалограмма вне приступа в основном нормальна.

## Лечение
Наиболее важным аспектом является информирование членов семьи, так как приступ, в большинстве случаев, представляет собой пугающее и шокирующее зрелище, а попытки помочь могут привести к травмам и быть малоэффективными без должной информированности взрослого.
Не существует окончательного решения о необходимости лечения, так как в подавляющем большинстве случаев приступы неопасны для жизни, а ребенок, в конце концов, перерастает их.